# Sharp MZ-80K
Pour les articles homonymes, voir Sharp.
Le Sharp MZ-80K a été l'un des tout premiers ordinateurs personnels disponibles en France. Il est basé sur le microprocesseur 8 bits Zilog Z80A, cadencé à 2 MHz.
Exposé dès 1979 dans les galeries marchandes des Champs-Élysées, il valait près de 8 000 francs de l'époque (3,4 fois le SMIC d'alors). Cet ordinateur, facile à utiliser et très solide, était un bon moyen de se mettre à l'informatique personnelle alors qu'IBM n'avait pas encore sorti son premier PC.
Intégrant un écran monochrome de 10 pouces (chose rare à l'époque) 25 lignes de 40 caractères en matrice 8x8, son clavier QWERTY est assez agréable. Il propose en standard un lecteur-enregistreur de cassette audio permettant de lire et sauvegarder programmes et données en toute fiabilité évitant ainsi les lecteurs de k7 externes de qualité hasardeuse.

## Offre logicielle et possibilités techniques
Le Sharp MZ-80K dispose d'un BASIC propriétaire aux performances discutées occupant 14 Ko sur cassette audio. Quelques jeux étaient également fournis en standard, toujours sur cassette.
La documentation (en français) est claire, ludique, avec de nombreux exemples de programmes mettant en pratique les divers aspects d'un ordinateur. Elle se termine par un détail des instructions du micro-processeur Z80A en binaire.
À cette époque, un ordinateur était livré avec quelques logiciels de démonstration mais vous deviez écrire les vôtres (programmation).
Une revue (l'Ordinateur individuel) a créé une version francisée du Basic de cet ordinateur, le BasicOI. Une société française a vendu une amélioration du Basic disquette standard proposant des améliorations substantielles à la version standard.
Les fonctions musicales permettent de jouer des morceaux sous une forme faisant penser au format MIDI actuel. Des thèmes musicaux de Vivaldi et Bach étaient fournis sur cassettes avec l'ordinateur.
L'accès à l'électronique est facile, l'appareil étant accessible (ouverture du capot maintenu par une béquille).
Une imprimante matricielle reproduisant l'ensemble des caractères affichables est disponible.
Un bloc d'extension proposant de 1 à 4 lecteurs de disquettes 180Ko est proposé avec un système d'exploitation maison et un Basic adapté qui sont protégés contre la copie et nécessitent une licence payante. La revue L'Ordinateur individuel publiera la façon de contourner cette protection.
Une implémentation d'un Basic Microsoft (ou d'un Basic type Microsoft) plus évolué et rapide a été faite sans mise en disponibilité en France.